# Юрченко, Владимир Данилович
Влади́мир Дани́лович Ю́рченко (24 августа 1928, д. Нахов, Речицкий район, Гомельский округ, БССР, СССР — 2015, агр. Ведрич, Речицкий район, Гомельская область, Белоруссия) — бригадир племенного совхоза «Ведрич» Речицкого района Гомельской области (Белорусская ССР), Герой Социалистического Труда (1971).

## Биография
Родился 24 августа 1928 года в деревне Нахов, центре Наховского сельсовета в составе Речицкого района Гомельского округа Белорусской ССР (ныне агрогородок Нахов, центр Наховского сельсовета Калинковичского района Гомельской области Белоруссии) в семье крестьян-переселенцев Данилы Григорьевича и Софьи Евтиховны Юрченко. По национальности украинец.
Окончил неполную среднюю школу. После начала Великой Отечественной войны оказался на оккупированной территории. В 1943 году (в возрасте 15 лет) трудоустроился в колхоз, пахал. В 1945 году отправлен правлением колхоза юношу на учёбу в сельскохозяйственную школу по подготовке бригадиров полеводческих бригад и счетоводов в райцентре Ошмяны. Окончив учёбу через год, вернулся работать в Василевичский район, был назначен на должность младшего агронома земельного отдела райисполкома по трём сельсоветам, включавшим 18 колхозов.
В 1948 году призван в армию, служил рядовым матросом на Балтийском Краснознамённом флоте, через год избран секретарём первичной комсомольской организации и повышен в звании, прошёл обучение в партийной школе и закончил службу в должности командира хозяйственного отделения части.
После увольнения в запас в 1952 году вернулся в Белоруссию, трудился агрономом-семеноводом в Мозырском и Калинковичском районах, затем в управлении сельского хозяйства и заготовок Василевичского райисполкома в Полесской (с 1954 года — Гомельской) области. В 1956 году трудоустроился заведующим отделением «Рассвет» в мясо-молочный совхоз «Ведрич», быстро сделав сельхозпроизводство в отделении доходным, а затем высокодоходным. По итогам семилетки «за успехи, достигнутые в увеличении производства и заготовок зерновых и кормовых культур», Юрченко был награждён орденом Трудового Красного Знамени. С 1965 года — член КПСС. Окончил заочное отделение Речицкого зооветеринарного техникума (ныне — Речицкий государственный аграрный колледж), затем получил высшее образование.
Указом Президиума Верховного Совета СССР от 8 апреля 1971 года «за выдающиеся успехи, достигнутые в развитии сельскохозяйственного производства и выполнении пятилетнего плана продажи государству продуктов земледелия и животноводства» удостоен звания Героя Социалистического Труда с вручением ордена Ленина и золотой медали «Серп и Молот».
В 1981 году после реорганизации полеводства стал главой новообразованного цеха растениеводства племзавода «Ведрич», трудился в должности до выхода на заслуженный отдых в 1988 году.
Неоднократно избирался депутатом Речицкого районного и Василевичского городского Советов депутатов трудящихся (с 1977 года — народных депутатов).
Жил в агрогородке Ведрич Защёбьевского сельсовета Речицкого района Гомельской области. Возглавлял (по состоянию на 2013 год) первичную организацию в составе Речицкой районной организации Белорусского общественного объединения ветеранов.
Умер в 2015 году, похоронен на кладбище города Василевичи Речицкого района.

## Награды
Награждён орденами Ленина (08.04.1971), Трудового Красного Знамени (23.06.1966), медалями, а также Почётной Грамотой Верховного Совета Белорусской ССР (25.12.1978).

## Память
- Одна из экспозиций в музее боевой и трудовой славы Речицкого аграрного колледжа посвящена В. Д. Юрченко, окончившему данное учебное заведение[2].